# Voetbalkampioenschap van Midden-Elbe 1926/27
In 1926/27 werd het zeventiende voetbalkampioenschap van Midden-Elbe gespeeld, dat georganiseerd werd door de Midden-Duitse voetbalbond. SuS 1898 Magdeburg werd kampioen en plaatste zich voor de Midden-Duitse eindronde. De club versloeg VfB 07 Klötze en verloor dan van Weißenfelser FV Schwarz-Gelb 1903. 

## Gauliga
| Plaats | Club                           | Wed. | W  | G | V  | Saldo | Ptn.  |
| ------ | ------------------------------ | ---- | -- | - | -- | ----- | ----- |
| 1.     | SuS 1898 Magdeburg             | 18   | 16 | 1 | 1  | 59:23 | 33:3  |
| 2.     | MFC Cricket-Viktoria Magdeburg | 18   | 14 | 1 | 3  | 53:18 | 29:7  |
| 3.     | FV Fortuna 1911 Magdeburg      | 18   | 10 | 4 | 4  | 57:35 | 24:12 |
| 4.     | Magdeburger FC Preußen 1899    | 18   | 6  | 5 | 7  | 40:40 | 17:19 |
| 5.     | SV Viktoria 1896 Magdeburg     | 18   | 7  | 2 | 9  | 42:45 | 16:20 |
| 6.     | BFC Preußen 02 Burg            | 18   | 7  | 1 | 10 | 34:51 | 15:21 |
| 7.     | Magdeburger SC 1900            | 18   | 5  | 4 | 9  | 31:39 | 14:22 |
| 8.     | Magdeburger SC Germania 1898   | 18   | 5  | 4 | 9  | 35:44 | 14:22 |
| 9.     | VfL Neuhaldensleben            | 18   | 4  | 3 | 11 | 28:62 | 11:25 |
| 10.    | VfL 1912 Genthin               | 18   | 2  | 3 | 13 | 25:47 | 7:29  |

|  | Kampioen, geplaatst voor Midden-Duitse eindronde |
|  | Degradatie                                       |